# Каренгина
Каренгина — деревня в Вагайском районе Тюменской области, входит в состав Фатеевского сельского поселения.

## География
Недалеко от деревни протекает река Иртыш. 
До центра поселения — села Фатеево — около 3 километров по шоссе. 
Автомобильное сообщение с центром района.

## Население
| 2010 |
| ---- |
| 3    |